# Yenisu, Çumra
Yenisu là một thị trấn thuộc huyện Çumra, tỉnh Konya, Thổ Nhĩ Kỳ. Dân số thời điểm năm 2011 là 1.191 người.